# Heršpice
Heršpice är en ort i Tjeckien.   Den ligger i regionen Södra Mähren, i den sydöstra delen av landet, 210 km sydost om huvudstaden Prag. Heršpice ligger 249 meter över havet och antalet invånare är 649.
Terrängen runt Heršpice är platt åt nordväst, men åt sydost är den kuperad. Runt Heršpice är det ganska tätbefolkat, med 62 invånare per kvadratkilometer. Närmaste större samhälle är Vyškov, 18,6 km norr om Heršpice. I omgivningarna runt Heršpice växer i huvudsak blandskog.